# Jurinea bocconei
Jurinea bocconei là một loài thực vật có hoa trong họ Cúc. Loài này được (Guss.) Guss. mô tả khoa học đầu tiên năm 1844.